# William Strachey
Compléments
- William Strachey (père)
- Mary Cooke (mère)
- France Forster (première épouse)
- Dorothy (nom de famille inconnu, secondes noces)
- William Strachey (fils)
- Edmund Strachey (fils)

William Strachey, né le 4 avril 1572 et enterré le 16 août 1621, était un écrivain anglais dont les travaux étaient l'une des principales sources d'informations sur les débuts de la colonisation anglaise de l'Amérique du Nord. Il est notamment le témoin du naufrage du Sea Venture dans l'île inhabitée des Bermudes, qui avait été pris dans un ouragan en se rendant en Virginie. Les survivants attinrent la Virginie après avoir construit deux petits bateaux (le Deliverance et le Patience) pendant les dix mois passés sur l'île. Le récit de cet incident et de la colonie de Virginie serait, selon les spécialistes de Shakespeare, une des sources de la pièce The Tempest de l'auteur.